# Errol McLean
Errol McLean (nascido em 3 de junho de 1952) é um ex-ciclista olímpico guianês. Representou sua nação nos Jogos Olímpicos de Verão de 1980, na prova de contrarrelógio (1000 m).